# PFK Levski Sofia
O Profesionalen Futbolen Klub Levski Sofia (búlgaro: ПФК Левски София), ou PFK Levski Sofia, é um clube de futebol da Bulgária, sediado na capital Sófia. É uma das principais equipes búlgaras de futebol.
Durante o regime comunista na Bulgária, o clube teve que mudar seu nome para FC Vitosha. Com a queda do Muro de Berlim, Levski tornou-se novamente o nome da equipe.

## Títulos
Nacionais
- Campeonato Búlgaro de Futebol: 26

(1933, 1937, 1942, 1946, 1947,1949,1950, 1953, 1965, 1968, 1970, 1974, 1977, 1979, 1984, 1985, 1988, 1993, 1994, 1995, 2000, 2001, 2002, 2006, 2007, 2009)
- Copa da Bulgária: 23

 (1946, 1947, 1949, 1950,1956, 1957, 1959, 1967, 1970, 1971, 1976, 1977, 1979, 1982, 1984, 1986, 1991, 1992, 1994, 1998, 2000, 2002, 2003)

## Uniformes

### Uniformes dos jogadores
- Uniforme principal: Camisa azul, calção e meias azuis;
- Uniforme visitante: Camisa branca, calção e meias brancas.

| 1º uniforme | 2º uniforme |  |

### Uniformes dos goleiros
- Laranja com detalhes pretos;
- Amarelo com detalhes pretos;
- Verde com detalhes pretos.

| Cores do Time · Cores do Time · Cores do Time · Cores do Time · Cores do Time | Cores do Time · Cores do Time · Cores do Time · Cores do Time · Cores do Time | Cores do Time · Cores do Time · Cores do Time · Cores do Time · Cores do Time |  |

### Uniformes anteriores
- 2010-11

| Primeiro | Segundo |

## Jogadores notáveis
- Daniel Borimirov
- Georgi Asparuhov
- Elin Topuzakov
- Plamen Nikolov
- Stanimir Stoilov
- Borislav Mikhailov
- Mariyan Hristov
- Zdravko Zdravkov
- Valeri Domovchiyski
- Dimitar Ivankov
- Cédric Bardon
- Lúcio Wagner